# Helge Malchow
Helge Malchow (* 21. Mai 1950 in Bad Freienwalde (Oder)) ist ein deutscher Verleger. Er war von 2002 bis 2018 Verlagsleiter von Kiepenheuer & Witsch.

## Leben
Als Helge Malchow drei Jahre alt war, flüchtete seine Familie aus der DDR in die Bundesrepublik Deutschland. Aufgewachsen ist er in Düsseldorf und Neuss. Nach dem Abitur 1969 studierte er in Köln Germanistik, Sozialwissenschaft und Philosophie. Das Staatsexamen folgte 1975. 1975 bis 1977 machte er eine Ausbildung zum Gymnasiallehrer. Von 1977 bis 1981 war er Lehrer am Helmholtz-Gymnasium Hilden in Hilden, später an der Gesamtschule Rodenkirchen. 1981 trat Malchow aus dem Schuldienst aus.
Es folgte von 1982 bis 1983 ein Auslandsaufenthalt in Italien. Dort arbeitete er  an einer Dissertation in Erziehungswissenschaft, später Literaturwissenschaft. 1983 begann er als Volontär bei Kiepenheuer & Witsch und wurde im selben Jahr Lektor für die Kiwi-Paperbackreihe. 1984 ging er für den Verlag als Cheflektor nach New York City. Von 2002 bis 2018 war Helge Malchow Verleger bei Kiepenheuer & Witsch; seine Nachfolgerin ist seit Januar 2019 Kerstin Gleba.
2005 war Malchow Verleger des Jahres. Die von der Zeitschrift Buchmarkt initiierte Auszeichnung wird seit 1994 vergeben. 2022 war er Mitgründer des PEN Berlin.

## Werke
- mit Hubert Winkels: Die Zeit danach. Kiepenheuer & Witsch, Köln 1989, ISBN 3-462-02146-X.
- mit Hubert Winkels: Feindschaft. Kiepenheuer & Witsch, Köln 1989, ISBN 3-462-01950-3.
- Kölner Konzert und Kölner DKP – Eine kleine Erinnerung. In: Wolf Biermann und andere Autoren: Die Ausbürgerung. Hrsg.: Fritz Pleitgen; 2001, ISBN 3-89834-044-9, S. 204 ff.
- Der schöne Überfluss. Texte zu Leben und Werk von Uwe Timm. Kiepenheuer & Witsch, Köln 2005, ISBN 3-462-03461-8.
- Werner Lindemann: Mike Oldfield im Schaukelstuhl. Notizen eines Vaters. Kiepenheuer & Witsch, Köln 2020, ISBN 978-3-462-05466-8 (Mit einem Gespräch zwischen Sohn Till Lindemann und Helge Malchow).